# Eddie Testa
Edward "Eddie" Testa (1 de dezembro de 1910 — 9 de dezembro de 1998) foi um ciclista olímpico estadunidense. Representou sua nação nos Jogos Olímpicos de Verão de 1932.